# Слобода Волчья
Слобода Волчья — село в Новошешминском районе Татарстана. Административный центр и единственный населенный пункт Буревестниковского сельского поселения.

## География
Находится в центральной части Татарстана приблизительно в 15 км к югу от районного центра села Новошешминск у речки Устье.

## История
Основано в период 1730—1740-х годов. Упоминалось также как Шешма. Первыми поселенцами были пахотные солдаты и потомки польских шляхтичей, переселенных из Новошешминска. В 1906 году была построена Козьмодемьянская церковь, в 1866 открыта земская школа, 5 мельниц, 1 винная и 6 мелочных лавок, 2 пивные, базар по вторникам. В 1929-1930 г. образовался колхоз. Появилась изба-читальня. Русско-Волчинская сельская библиотека открылась в 1954 г. Сельский дом культуры был построен в 1979 году. После капитального ремонта, проведенного в 2010 году приобрел новую жизнь.

## Население
Постоянных жителей было: в 1859—2166, в 1897 — 3636, в 1908 — 4341, в 1920 — 4167, в 1926 — 3011, в 1938—1563, в 1949—901, в 1958—1179, в 1970—984, в 1979—679, в 1989—499, в 2002 − 445 (русские 97 %), 388 в 2010.
| 2013 | 2014 | 2015 | 2016 | 2017 |
| ---- | ---- | ---- | ---- | ---- |
| 376  | ↘367 | ↘365 | ↘348 | ↘340 |

## Экономика
Полеводство, молочное скотоводство.

## Инфраструктура
Средняя школа (с 1965 года по 1987 год была основной общеобразовательной, с 1 сентября 1987 года до настоящего времени - средняя общеобразовательная), дом культуры, библиотека, детский сад «Колосок».

## Религия
Храм Космы и Дамиана (годы постройки 2013-2015). 